# Perrierella audouiniana
Perrierella audouiniana är en kräftdjursart som först beskrevs av Charles Spence Bate 1857.  Perrierella audouiniana ingår i släktet Perrierella, och familjen Lysianassidae. Arten är reproducerande i Sverige.